# Epidendrum amaruense
Epidendrum amaruense là một loài thực vật có hoa trong họ Lan. Loài này được Hágsater, Collantes & E.Santiago mô tả khoa học đầu tiên năm 2006.